# El capitán Tormentoso
El capitán Tormentoso és un curtmetratge d'animació creat l'any 1942 per la productora Diarmo Films. El director fou Artur Moreno i el productor, José María Arolas. Aquesta productora ja havia fet un altre curtmetratge d'animació per a la casa Bayer. Rosa Galcerán i Armand Tosquellas van encarregar-se de l'animació. Aquest curt cridaria l'atenció de la productora i distribuïdora Balet y Blay, que proposaria a Artur Moreno la realització del primer llargmetratge espanyol: Garbancito de la Mancha (1945). És un curt en blanc i negre, en 35 mm i dura 11 minuts.